# Big Pun
Кристофер Ли Карлос Риос (англ. Christopher Lee Carlos Rios); (10 ноября 1971, Южный Бронкс, Нью-Йорк, Нью-Йорк — 7 февраля 2000, Уайт-Плейнс, Уэстчестер, Нью-Йорк), более известный под сценическим псевдонимом Big Pun (сокращение от Big Punisher) — американский рэпер и актёр пуэрто-риканского происхождения, а также участник рэп-группы Terror Squad.
Выйдя из андеграунд хип-хоп сцены Бронкса в Нью-Йорке в начале 1990-х, он стал известен во второй половине десятилетия благодаря своей работе с Fat Joe и Terror Squad. Лирика Пана отличается технической эффективностью, имеет минимальные паузы, чтобы перевести дух, интенсивно использует аллитерацию, а также внутренние и многослоговые рифмованные схемы. Его часто называют одним из лучших МС всех времён. 
Big Pun был обнаружен Fat Joe и впервые появился в песне «Watch Out» на его альбоме 1995 года, Jealous One’s Envy. В 1998 году Big Pun выпустил свой дебютный студийный альбом, Capital Punishment, на лейбле Loud Records. Альбом получил признание критиков и коммерческий успех, достигнув 5 места в чарте Billboard 200 и став первой сольной хип-хоп записью латиноамериканского артиста, которая стала «платиновой» по продажам. Альбом также был номинирован на премию «Грэмми» как «Лучший рэп-альбом».
Карьера Big Pun'а оборвалась в 2000 году, когда в возрасте 28 лет он скончался от инфаркта.

## Биография

### Детство
Кристофер Ли Риос родился 10 ноября 1971 года в Бронксе, Нью-Йорк, у родителей пуэрто-риканского происхождения. Он вырос в районе Южный Бронкс, и у него было по крайней мере две сестры и один брат. Он регулярно играл в баскетбол и некоторое время тренировался в боксе. В конце концов он съехал из дома своей матери в возрасте 15 лет, и в конце 1980-х годов некоторое время оставался бездомным. Позже он получил большую компенсацию от города, возникшую в результате инцидента в 1976 году, когда пятилетний Риос сломал ногу во время игры в парке. Используя свои деньги со страховки, Риос женился на своей школьной подружке Лизе, и они вместе переехали в дом. Риос боролся с депрессией, возникшей в его бурном детстве, и обратился к еде, чтобы справиться с ней. В возрасте от 18 до 21 года вес Риоса увеличился с 180 (81 кг) до 300 фунтов (136 кг), и поэтому он не мог завязать собственную обувь.

### Карьера
В 1989 году Кристофер начал писать рэп-лирику, взял себе псевдоним Big Moon Dog и сформировал андеграунд рэп-группу Full-A-Clips, в состав которой помимо него входили рэперы Lyrical Assassin (он же Cuban Link), Joker Jamz (он же Triple Seis) и Toom (он же Prospect). Крис сделал несколько записей с группой в начале 1990-х, которые не были выпущены. Изменив своё сценическое имя на Big Punisher, Крис познакомился в 1995 году с Fat Joe, соратником из Пуэрто-Рико и рэпером из Бронкса, и дебютировал в песне «Watch Out» на втором альбоме Fat Joe, Jealous One’s Envy. Он также появился в песне «Off the Books» группы The Beatnuts.

### Capital Punishment(1997–1998)
В 1997 году Big Pun начал записывать песни для своего дебютного альбома Capital Punishment. Позже его трек «I’m Not a Player» (с использованием семпла группы O'Jays) был поддержан значительной рекламной кампанией и стал андеграунд хитом. В 1997 году Sean C, партнёр продюсера Knobody, воспользовался своей новой ролью A&R на лейбле Loud Records, чтобы сыграть поставить Биг Пану музыку Knobody. Под впечатлением, рэпер нанял Knobody для ремикса на песню «I’m Not a Player». Ремикс на песню с участием Joe под названием «Still Not a Player» стал первым крупным мейнстрим хитом Биг Пана и главным прорывом для Knobody. Его дебютный альбом Capital Punishment вышел следом в 1998 году, и стал первым альбомом сольного латиноамериканского исполнителя, получившим статус «платинового», достигнув также 5 места в чарте Billboard 200. Capital Punishment также был номинирован на премию «Грэмми» в категории Лучший рэп-альбом на 41-й церемонии вручения премий «Грэмми» 25 февраля 1999 года, но уступил награду альбому Jay-Z Vol. 2: Hard Knock Life.

### Terror Squad (1999–2000)
Big Pun стал участником Terror Squad, нью-йоркской группы рэперов, основанной Fat Joe, состоящей в основном из участников уже несуществующей группы Full-A-Clips. Группа выпустила свой дебютный альбом The Album в 1999 году. Альбом не был коммерчески успешным, но он был хорошо принят критиками. Альбом должен был заложить основу для всех остальных участников Terror Squad для выпуска их сольных проектов.

## Проблемы со здоровьем и смерть
Риос боролся с проблемами веса всю свою взрослую жизнь. В возрасте 18 лет он весил 180 фунтов (82 кг), а в 21 - увеличился до 300 фунтов (140 кг). Его вес колебался в начале 1990-х между ожирением и патологическим ожирением. Риос был включён в программу по снижению веса в Университете Дьюка и сбросил 80 фунтов (36 кг), но он преждевременно бросил программу и в конечном итоге восстановил вес. Его вес был постоянным предметом спора между ним и его друзьями до такой степени, что Риос не ел рядом с ними.
5 февраля 2000 года из-за болезни Риос отказался от запланированного выступления на шоу Saturday Night Live с Fat Joe и Jennifer Lopez. Два дня спустя, находясь в отеле со своей семьёй в городе Уайт-Плейнс, он перенёс сердечный приступ и дыхательную недостаточность и был доставлен в больницу, где он скончался в возрасте 28 лет после того, как медработники не смогли его оживить. Его вес достиг 698 фунтов (317 кг) во время его смерти. У него осталась жена Лиза и трое их детей: Стар, Ванесса и Кристофер-младший (он же Chris Rivers).

## Посмертные работы
Второй альбом Big Pun, Yeeeah Baby, завершённый после его смерти, был выпущен в апреле 2000 года. Он достиг 3 места в чартах Billboard и получил статус «золотой» в течение трёх месяцев после его выпуска. Посмертный сборник Endangered Species был выпущен в апреле 2001 года. Endangered Species собрал в себе некоторые из «лучших хитов» Пана, ранее не выпущенный материал, многочисленные появления гостей и ремиксы. Как и с другими его альбомами, сборник также вошёл в десятку чарта Billboard 200, достигнув 7 места, но не продался так много, как предыдущие альбомы Big Pun'а. Он появился с Fat Joe на Duets: The Final Chapter, альбоме треков с участием The Notorious B.I.G., также умершего. Трек «Get Your Grind On» начинается с радио интервью Big Pun'а, в котором он сказал, что выступит с Бигги у ворот небес. Пан был также показан на втором альбоме группы Terror Squad True Story, на треке «Bring 'Em Back» с Big L, другим покойным рэпером.
2 мая 2001 года городской совет Нью-Йорка затормозил планы переименовать небольшую часть улицы Роджерс Плэйс в Бронксе в дань памяти из-за отвращения к текстам Биг Пана, которые «включают ненормативную лексику и ссылки на насилие и наркобизнес».
Второй посмертный альбом был запланирован к выпуску Sony Music Entertainment в 2006 году, но был отложен из-за спора с продюсером Джоном «Jellybean» Бенитесом, который владел правами на издание многих треков предполагаемого альбома. В июне 2005 года Лиза Риос выставила на аукцион eBay медальон Terror Squad её мужа за 100 тысяч долларов, сославшись на финансовые трудности из-за отсутствия гонораров от продаж альбома Пана.
15 сентября 2009 года, в память о Big Pun, режиссёр Vlad Yudin выпустил документальный фильм Big Pun: The Legacy. Он включает в себя множество интервью с артистами, актёрами, близкими друзьями и другими людьми, на которых повлияло творчество Big Pun'а, а также редкие выступления и интервью с самим рэпером.

## Дискография
Студийные альбомы
- 1998: Capital Punishment
- 2000: Yeeeah Baby

Совместные альбомы
- 1999: The Album (совместно с Terror Squad)

Сборники
- 2001: Endangered Species
- 2009: The Legacy: The Best of Big Pun (soundtrack)

| Год  | Альбом                                       | Детали альбома                                                                      | В чартах      | В чартах                           | В чартах | В чартах | Сертификация |
| Год  | Альбом                                       | Детали альбома                                                                      | Billboard 200 | Top R&B/Hip-Hop Albums (Billboard) | CAN      | UK       | RIAA         |
| ---- | -------------------------------------------- | ----------------------------------------------------------------------------------- | ------------- | ---------------------------------- | -------- | -------- | ------------ |
| 1998 | Capital Punishment                           | - Выпущен: 28 апреля 1998 года - Лейбл: Loud Records - Формат: CD, аудиокассета, LP | 5             | 1                                  | 11       | 126      | Платиновый   |
| 2000 | Yeeeah Baby                                  | - Выпущен: 4 апреля 2000 года - Лейбл: Loud Records - Формат: CD, аудиокассета, LP  | 3             | 1                                  | 12       | 102      | Платиновый   |
| 2007 | Endangered Species (compilation)             | - Выпущен: 3 апреля 2001 года - Лейбл: Loud Records - Формат: CD, аудиокассета      | 7             | 3                                  | —        | 146      |              |
| 2009 | The Legacy: The Best of Big Pun (soundtrack) | - Выпущен: 15 сентября 2009 года - Лейбл: Loud Records - Формат: CD                 | —             | 77                                 | —        | —        |              |

## Видеоклипы
- 1997: «I’m Not a Player» | Режиссёр: David Perez Shadi
- 1998: «Twinz (Deep Cover '98)» (feat. Fat Joe)| Режиссёр: Chris Robinson
- 1998: «Still Not a Player» | Режиссёр: Darren Grant
- 1998: «You Came Up» | Режиссёр: Darren Grant
- 2000: «It’s So Hard» (feat. Donell Jones) | Режиссёр: Chris Robinson
- 2000: «100%» (feat. Tony Sunshine) | Режиссёр: Chris Robinson
- 2001: «How We Roll»

- Carribean Connection.
- Whatcha Gonna Do'
- Big Pun с Cuban Link и Beatnuts — Off the Books
- Fat Joe с Big Pun, Cuban Link и Triple Seis — Bet Ya Man Can’t (Triz)
- Fat Joe с Nas, Big Pun, Jadakiss и Raekwon — John Blaze
- Heavy D с Big Pun и Eightball — On Point
- Cam’Ron с Big Pun, Charli Baltimore, Silkk, Wyclef — Horse & Carriage (Remix)
- Jennifer Lopez с Big Pun и Fat Joe — Feelin' So Good
- Miss Jones с Big Pun — 2 Way Street (Remix)
- Mack 10 c Big Pun и Fat Joe — Let The Games Begin
- Mr. Serv-On с Big Pun — From N.Y. To N.O.
- Noreaga с Big Pun, Nature, The Lox и Cam’Ron — Banned From TV
- Rah Sun ft Big Pun- I’ll Be Around
- Terror Squad - Tell Me What You Want
- Fat Joe — Don Cartagena
- Fat Joe - Success
- Lord Tariq & Peter Gunz - Deja Vu (Uptown Baby)

## Фильмография
- 1998: Moesha (TV series) (серия A Terrible Thing Happened on My Tour of College) — играет самого себя
- 1999: Thicker Than Water — в роли Punny
- 1999: Urban Menace — в роли Crow
- 1999: Whiteboyz — в роли Don Flip Crew
- 2000: Boricua’s Bond — играет самого себя
- 2002: Still Not a Player — (архивные кадры)
- 2002: Big Pun Live — (архивные кадры)
- 2004: Big Pun Signature Collection - Big Pun Live/Still Not a Player (Box Set) — (архивные кадры)
- 2009: Big Pun: The Legacy — (архивные кадры)
- 2010: Big Pun: The Legacy/The Lost Files (Special Collector’s Edition) — (архивные кадры)

## Награды и номинации
| Год  | Награда                 | Номинированная работа | Категория                                                                     | Результат |
| ---- | ----------------------- | --------------------- | ----------------------------------------------------------------------------- | --------- |
| 1999 | Грэмми                  | Capital Punishment    | Лучший рэп-альбом                                                             | Номинация |
| 1999 | Soul Train Music Awards | «Still Not a Player»  | Премия Майкла Джексона за «Лучшее музыкальное видео в стиле R&B/соул или рэп» | Номинация |